# ATP Challenger Atlantic City
Der ATP Challenger Atlantic City (offiziell: Atlantic City Open) war ein Tennisturnier, das 2003 einmal in Atlantic City, New Jersey, stattfand. Es gehörte zur ATP Challenger Tour und wurde im Freien auf Hartplatz gespielt.

## Liste der Sieger

### Einzel
| Jahr | Sieger          | Finalgegner      | Ergebnis |
| ---- | --------------- | ---------------- | -------- |
| 2003 | Björn Rehnquist | Jeff Salzenstein | 6:4, 6:4 |

### Doppel
| Jahr | Sieger                      | Finalgegner                  | Ergebnis |
| ---- | --------------------------- | ---------------------------- | -------- |
| 2003 | Tripp Phillips Ryan Sachire | Brandon Coupe Paul Goldstein | 7:5, 6:3 |